# Herbert José de Sousa

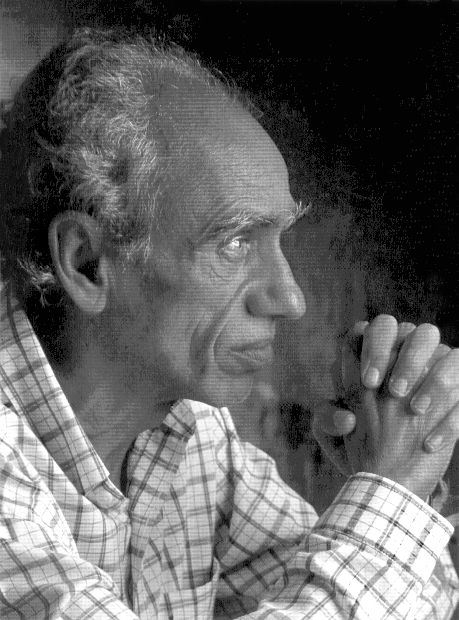
Herbert José de Sousa (um 1990)

Herbert José „Betinho“ de Sousa oder de Souza (* 13. November 1935 in Bocaiúva (Brasilien); † 9. August 1997 in Rio de Janeiro (Brasilien)) war Soziologe und Aktivist gegen die Ungerechtigkeit der Wirtschaft und die korrupte Regierung in Brasilien. Er war Gründer des Instituto Brasileiro de Análise Social e Econômica (IBASE). Er ist Begründer der größten Bürgerinitiative in der Geschichte von Brasilien. Unter seiner Anleitung wurden Millionen armer Menschen mit Nahrung versorgt und von den Behörden registriert.

## Leben
Souza wurde im Bundesstaat Minas Gerais als Sohn eines Gefängnisbeamten geboren. Da er Bluter war, lernte er schnell sich mit Worten zu verteidigen, um Verletzungen zu vermeiden.
Mit 15 Jahren erkrankte er an Tuberkulose und verbrachte drei Jahre in strenger Quarantäne in einem Gartenhaus, das sein Vater baute, weil die Familie kein Geld für Medikamente besaß.
Nach seiner Genesung brach er auf, um die verlorene Zeit nachzuholen. Er beendete die Schule und studierte Soziologie. Nach seinem Studium engagierte er sich in der Juventude Universitária Católica (JUC, Katholische Studierende Jugend) und im nationalen Studentenverband. Er wurde Mitgründer und Leiter der sozialen und politischen Bewegung "Ação Popular". Nach dem Militärputsch 1964 stand sein Name auf den Fahndungslisten. Er musste abtauchen. Während er nachts Plakate klebte, verkaufte er, tagsüber maskiert, selbstgenähte Ledertaschen. Fünf Jahre agierte er unter dem Decknamen "Wilson", als Mitglied der Widerstandsgruppe "Nummer 31" in Rio de Janeiro und São Paulo gegen die Herrschaft der Generäle.
Später floh er nach Chile, wo er von Präsident Salvador Allende zum Berater für die Agrarreform ernannt wurde. 1973 putschte auch dort das Militär und "Betinho" musste mit seiner Frau Maria Nakao flüchten. In Kanada promovierte er als Soziologe und lehrte an der Universidad Nacional Autónoma de México in Mexiko-Stadt. 1979 konnte er, nach einer Amnestie der Generäle, in seine Heimat zurückkehren. In Rio de Janeiro gründete er dann IBASE, welches eines der angesehensten Institute für Sozialstudien in Brasilien ist.
1986 erfuhren "Betinho" und seine beiden Brüder, alle drei Bluter, dass sie sich durch die Injektion von Blutprodukten mit Aids infiziert hatten. Bei den Brüdern brach die Krankheit sehr schnell aus. "Betinho" trug die Krankheit jahrelang in sich, ohne dass sie zum Ausbruch kam. Da seine Brüder in unterschiedlichen Krankenhäusern behandelt wurden, überbrachte er ihnen bis zu ihrem Tod die gegenseitigen Nachrichten. So konnte er gleich zweimal den absehbaren Verlauf seiner Krankheit beobachten. Nach dem Tod seiner Brüder verstärkte er seine Bemühungen für IBASE und andere Organisationen. Im Jahr 1997 starb er an den Folgen seiner Infektion mit HIV und Hepatitis C.

## Die Bürgerinitiative
Die Grundlagen zu Betinhos Bürgerinitiative haben ihren Ursprung im Jahr 1992. Der damalige Staatspräsident Fernando Collor de Mello geriet in den Verdacht der Korruption. Nach landesweiten Protesten, in deren Folge Collor zurücktrat, entschlossen sich die Sprecher der Demonstranten, die Kraft der Entrüstungswelle zu nutzen. "Demokratie und Hunger sind unvereinbar" erklärten sie dem neuen Präsidenten Itamar Franco und überzeugten ihn, die "Bürgeraktion gegen das Elend" öffentlich zu unterstützen. Die Bürgerinitiative besteht aus Komitees, die Verantwortung für ihren eigenen kleinen Landkreis übernehmen. Bis 1994 gab es 9000 dieser Komitees, mit fast einer Million Mitgliedern. Sie mischten sich selbstbewusst in die Arbeit von Behörden und Politikern ein.
Ausschlaggebend für den Erfolg ist auch eine Ansprache des Staatspräsidenten vom 23. Juni 1993. Brasiliens Fernsehsender unterbrachen ihr Programm für eine Sondersendung, in welcher der Präsident die Ergebnisse einer Studie veröffentlichte, nach der es 32 Millionen hungernde Menschen in Brasilien gab. Innerhalb weniger Monate gründeten sich 4000 neue Komitees. Die Arbeit bestand zum Teil in kostenloser Nachbarschaftshilfe, die jeder nach eigenen Fähigkeiten leistet. Ein anderer Teil bestand in der Registrierung der Menschen in Slums und Armenvierteln durch die Behörden.
Große Spendenaktionen, bei denen Betinho als Stargast eine Ansprache hielt, wurden abgehalten. Eintrittspreis war ein Kilogramm Lebensmittel. Mitte 1994 erklärte sich Präsident Franco bereit, 400.000 Tonnen Getreide zu spenden. Trotz Protesten von Regierungsmitgliedern wurde diese Getreidespende innerhalb eines Jahres von den Komitees verteilt.